# Colonização em Rondônia
A colonização em Rondônia foi um processo iniciado no século XVII, no qual colonizadores portugueses e espanhois percorreram a região pelo rio Madeira e Rio Guaporé. Expedições seguintes de Raposo Tavares em 1647 e Francisco Melo Palheta 1722 ajudaram a consolidar o até em tão território português. Outras missões subsequentes tinham o objetivo de localizar ouro, mas não obtiveram sucesso e somente após o final do século XIX a região recebeu atenção externa com o ciclo da borracha. Em 1943 foi constituído o então território de Guaporé na região e já nas décadas de 1960 incentivos fiscais do governo federal aceleram a migração aumentando em até oito vezes a população local.